# Kabinett Jaakson
Regierung der Republik Estland unter dem Staatsältesten Jüri Jaakson (Kabinett Jaakson). Amtszeit: 16. Dezember 1924 bis 15. Dezember 1925.

## Regierung
Die Regierung Jaakson war nach offizieller Zählung die 13. Regierung der Republik Estland seit Ausrufung der staatlichen Unabhängigkeit 1918. Sie blieb 365 Tage im Amt.
Nach dem gescheiterten Putschversuch der estnischen Kommunisten, der am 1. Dezember 1924 blutig niedergeschlagen worden war, bildete Jaakson für ein Jahr eine Regierung der nationalen Einheit. Die Minderheitsregierung des bisherigen Staatsältesten Friedrich Karl Akel war zu diesem Zweck am 2. Dezember 1924 zurückgetreten.
Der Regierung Jaakson gehörten Vertreter der Eesti Rahvaerakond (Estnische Volkspartei, ER), Põllumeeste Kogud (Bund der Landwirte, PK), Kristlik Rahvaerakond (Christliche Volkspartei, KRE), Eesti Tööerakond (Estnische Arbeitspartei, ETE) und der Eesti Sotsiaaldemokraatlik Tööliste Partei (Estnischen Sozialdemokratischen Arbeiterpartei, ESDTP) an.

## Kabinett
| Ressort                        | Name                   | Amtszeit                | Partei    |
| ------------------------------ | ---------------------- | ----------------------- | --------- |
| Staatsältester                 | Jüri Jaakson           | 16.12.1924 – 15.12.1925 | ER        |
| Außenminister                  | Karl Robert Pusta      | 16.12.1924 – 05.10.1925 | parteilos |
| Außenminister                  | Ado Birk               | 23.10.1925 – 15.12.1925 | ER        |
| Innenminister                  | Karl Einbund           | 16.12.1924 – 15.12.1925 | PK        |
| Landwirtschaftsminister        | August Kerem           | 16.12.1924 – 15.12.1925 | ER        |
| Bildungsminister               | Hugo Bernhard Rahamägi | 16.12.1924 – 15.12.1925 | KRE       |
| Arbeits- und Sozialminister    | Christian Kaarna       | 16.12.1924 – 15.12.1925 | ETE       |
| Gerichtsminister               | Rudolf Gabrel          | 16.12.1924 – 15.12.1925 | ER        |
| Finanzminister                 | Leo Sepp               | 16.12.1924 – 15.12.1925 | parteilos |
| Kriegsminister                 | Jaan Soots             | 16.12.1924 – 15.12.1925 | PK        |
| Verkehrsminister               | Karl Johannes Virma    | 16.12.1924 – 15.12.1925 | ESDTP     |
| Minister ohne Geschäftsbereich | Karl Ast               | 16.12.1924 – 15.12.1925 | ESDTP     |